# Casa e Collezione Laura
La Casa e Collezione Laura è un edificio storico che si trova a Ospedaletti in Via Camillo Benso Conte di Cavour, 40. La proprietà, era precedentemente conosciuta con il nome di Villa San Luca. 
Il complesso è ora di proprietà del Fondo Ambiente Italiano.

## Storia

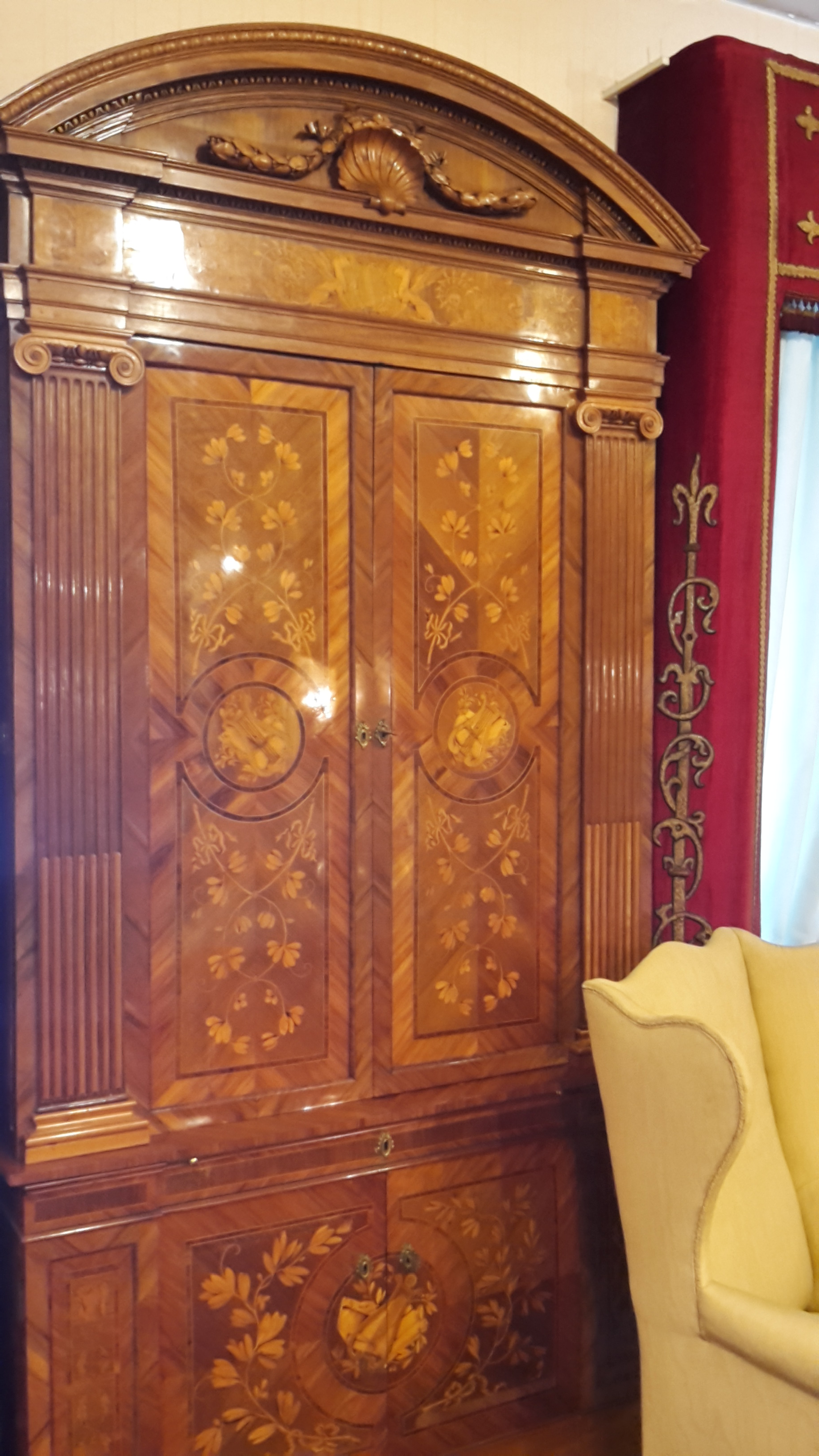
Armadio Maggiolini - Casa e Collezione Laura

Il complesso chiamato Casa e Collezione Laura è composta da due fabbricati collegati fra loro, uno è Villa San Luca, un edificio costruito inglobando i resti di una vecchia chiesa anglicana parzialmente distrutta durante la Seconda guerra mondiale, l'altro è uno stabile di tre piani dell'inizio del novecento. Nel 1952 Villa San Luca fu acquistata dall'antiquario Luigi Anton Laura e dalla moglie Renata Salesi, detta Nera, alla Colonial and Continental Church Society, che si occupava di gestire i beni di culto britannici nel mondo. L'edificio fu poi ristrutturato per farne la residenza familiare.
La passione per l'arte e l'attività di antiquario del signor Laura hanno permesso ai coniugi di raccogliere una vasta collezione di oggetti, circa 6000, che sono stati integrati nella loro residenza privata come oggetti del quotidiano. La collezione è ricca di oggetti di grande prestigio, fra cui un raro armadio attribuito direttamente a Giuseppe Maggiolini, e uno dei più grandi specchi convessi al mondo. Colpisce l'eterogeneità degli oggetti raccolti che spaziano dalle porcellane cinesi che decorano la sala da pranzo ad una camera da letto interamente ricostruita, oltre a vari reperti archeologici e oggetti antichi di origine europea.
Il complesso è stato donato al FAI nel 2001 dai coniugi Laura, la collezione è poi entrata a pieno titolo nella lista dei beni di proprietà del FAI nel 2021 a seguito del decesso della signora Laura che ha soggiornato nella proprietà sino alla sua morte. Il sito è stato inaugurato il 26 novembre 2021, diventando così il primo bene del FAI nella Riviera di Ponente.